# Aszur-nadin-szumi
Aszur-nadin-szumi – król Babilonii w latach 699-694 p.n.e., najstarszy syn asyryjskiego króla Sennacheryba. W 700 r. p.n.e., po tym jak Sennacheryb zdetronizował babilońskiego króla Bel-ibni (703-700 p.n.e.), wyznaczony został przez ojca do objęcia tronu babilońskiego. Rządził Babilonią przez sześć lat, aż do 694 r. p.n.e., kiedy to został uwięziony przez Babilończyków, przekazany Elamitom i następnie najprawdopodobniej zamordowany. 

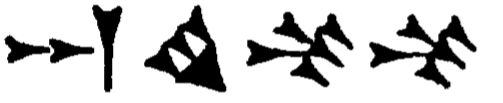
Jeden ze sposobów zapisu imienia Aszur-nadin-szumi w piśmie klinowym: Aššur(AN.ŠÁR)-nādin(MU)-šumi(MU)

## Imię
Akadyjskie imię tego króla, Aššur-nādin-šumi, znaczy „Aszur jest tym, który dał imię”. W tekstach asyryjskich zapisywano je w formie m(d)aš-šur-na-din-MU, maš-šur-SUM-MU i maš-šur-MU-MU, natomiast w tekstach babilońskich spotykane są zapisy m(d)aš-šur-MU-MU, (m)AN.ŠÁR-MU-MU, AN.ŠÁR-na-din-MU, AN.ŠÁR-SUM(.NA)-MU i AN.ŠÁR-AŠ-MU. W Kanonie Ptolemeusza Aszur-nadin-szumi występuje pod imieniem Aparanadios, natomiast w armeńskim tłumaczeniu Kroniki Euzebiusza z Cezarei, we fragmencie opartym na przekazie Aleksandra Polihistora, który z kolei powoływał się na Berossosa, pojawia się postać Asordaniosa, syna Senakheirimosa (Sennacheryba), która zdaje się odpowiadać postaci Aszur-nadin-szumiego.

## Długość panowania
Zgodnie z Babilońską listą królów A Aszur-nadin-szumi rządzić miał Babilonią przez sześć lat. Tyle samo lat podaje również babilońska Kronika dotycząca okresu od Nabu-nāṣira do Šamaš-šuma-ukīna. Sześć lat panować miał również Aparanadios w Kanonie Ptolemeusza

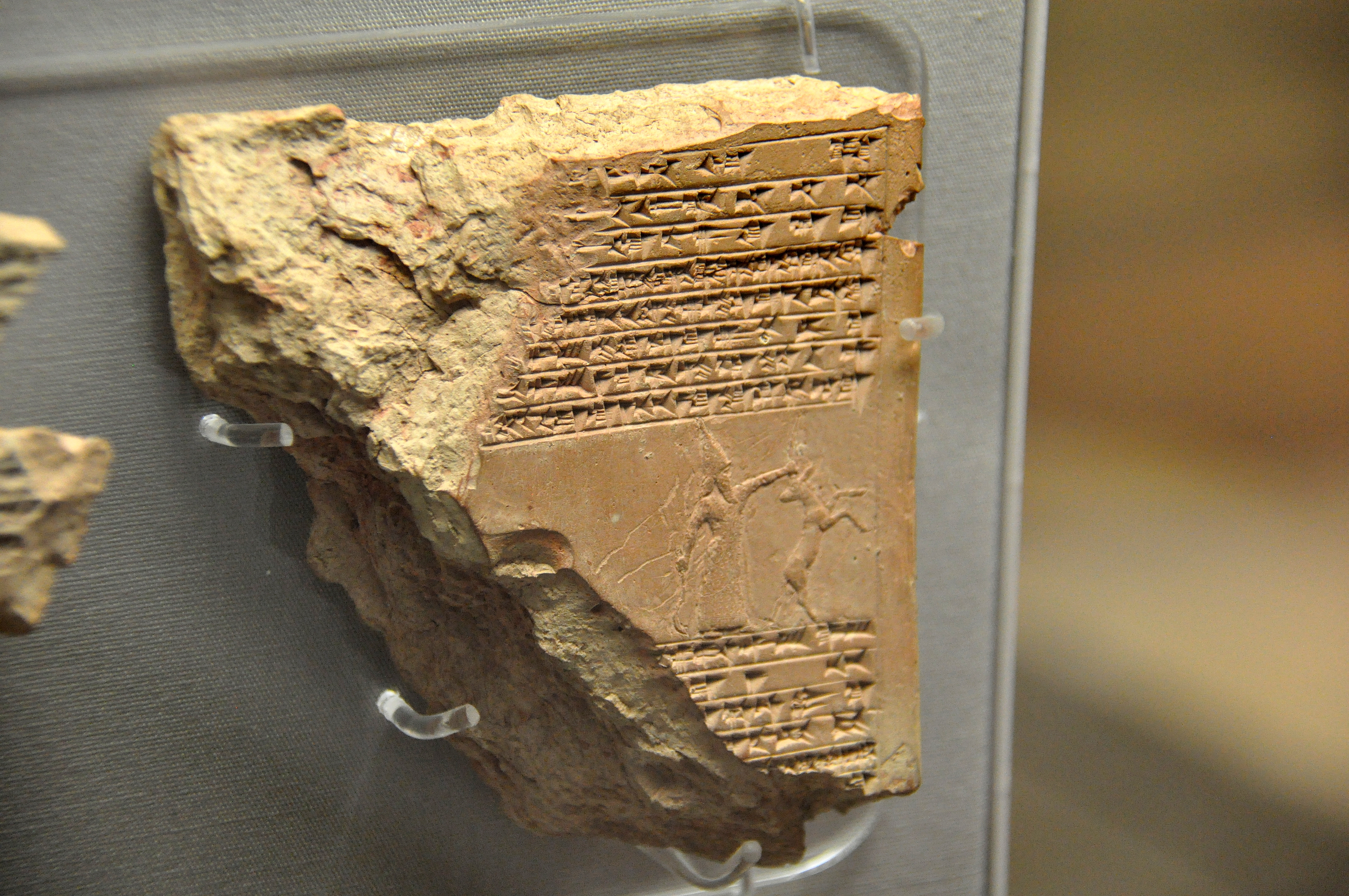
Tabliczka w której Szamasz-szuma-ukin potwierdza prebendę nadaną wcześniej przez Aszur-nadin-szumi; zbiory Muzeum Brytyjskiego.

## Aszur-nadin-szumi jako asyryjski książę
Aszur-nadin-szumi był najstarszym synem Sennacheryba lub najstarszym żyjącym synem Sennacheryba w chwili, gdy ten objął tron Asyrii w 705 r. p.n.e. Niektórzy badacze przypuszczają, iż jego matką mogła być królowa Taszmetum-szarrat. Urodził się najprawdopodobniej ok. 720 r. p.n.e. (lub nieco wcześniej), jako że jego ojciec uczynił go królem Babilonu w 700 r. p.n.e. Z inskrypcji Sennacheryba znalezionej w Aszur wiadomo, iż krol ten nakazał wznieść w tym mieście rezydencję dla Aszur-nadin-szumi, swego najstarszego syna (GAL DUMU). 

## Aszur-nadin-szumi jako król Babilonii
W inskrypcjach Sennacheryba zachowała się informacja, iż w 700 r. p.n.e., po powrocie z wyprawy wojennej przeciw chaldejskiemu plemieniu Bit-Jakini, uczynił on Aszur-nadin-szumi, swego najstarszego syna, odpowiedzialnym za Sumer i Akkad (tzn. wyznaczył go na króla Babilonii). Do tego właśnie wydarzenia nawiązywać może jedna z kopii asyryjskiej kroniki eponimów, która we wpisie dotyczącym Mitunu, eponima w 700 roku p.n.e., w niejasnym z powodu uszkodzenia tabliczki kontekście wspomina o Aszur-nadin-szumi. O osadzeniu go przez Sennacheryba na babilońskim tronie mowa jest też w Synchronistycznej liście królów. Wydarzenia mające miejsce w Babilonii w 700 r. p.n.e. opisane również zostały w jednej z kronik babilońskich:

„Trzeci rok panowania Bel-ibni (700 r. p.n.e.): Sennacheryb zszedł do Akkadu i splądrował Akkad. Zesłał Bel-ibniego i jego możnych na wygnanie do Asyrii. Bel-ibni rządził Babilonem przez trzy lata. Sennacheryb umieścił swego syna Aszur-nadin-szumi na tronie Babilonu”

Bardzo podobny opis znaleźć można w Kronice Euzebiusza z Cezarei, we fragmencie opartym na przekazie Berossosa:

„Baladas (Marduk-apla-iddina II) był królem (Babilonii) przez sześć miesięcy, a następnie człowiek o imieniu Belibos (Bel-ibni) zabił go i został królem. W trzecim roku jego rządów Senakheirimos (Sennacheryb), król Asyryjczyków, poprowadził armię przeciw Babilonii, wykazał się odwagą i (ją) podbił. Pojmał Belibosa wraz z jego przyjaciółmi i sprowadził ich do Asyrii. Następnie rządził Babilonią i ustanowił swego syna Asordaniosa (Aszur-nadin-szumi) królem nad nimi. Potem powrócił do Asyrii”

Niewiele wiadomo o rządach Aszur-nadin-szumi, ale wydaje się, iż w ich trakcie Babilonia zaznała krótkiego okresu pokoju. Do nielicznych zachowanych dokumentów z jego czasów należą teksty prawne datowane jego imieniem odnalezione w Uruk i Dilbat. W 694 r. p.n.e. Sennacheryb przeprowadził morski atak na należące do Elamu obszary bagienne nad Zatoką Perską, chcąc wykorzenić ukrywających się tam chaldejskich zbiegów i uciekinierów. W odpowiedzi elamicki król Halluszu-Inszuszinak najechał północną Babilonię, zdobył miasto Sippar i pojmał Aszur-nadin-szumi, który został zdradzony przez Babilończyków. Pojmanego Aszur-nadin-szumi Elamici uprowadzili do Elamu, gdzie najprawdopodobniej został stracony. Wydarzenia te tak opisane zostały w kronice babilońskiej:

„Szósty rok panowania Aszur-nadin-szumi (694 r. p.n.e.): Sennacher[yb] udał się do Elamu, splądrował i spustoszył miasta Nagītu, Ḫilmu, Pillatu i Ḫupapanu. Następnie Halluszu (Halluszu-Inszuszinak) król Elamu, pomaszerował do Akkadu i pod koniec miesiąca tašrītu wkroczył do Sippar. Zabił jego mieszkańców. Bóg Szamasz nie wyszedł z E-babbar. Aszur-nadin-szumi został pojmany i zabrany do Elamu. Aszur-nadin-szumi rządził Babilonią przez sześć lat. Król Elamu osadził Nergal-uszeziba na tronie w Babilonie”

## Późniejsze wzmianki
Znany jest list napisany przez Szamasz-szuma-ukina, następcę tronu babilońskiego, do jego ojca Asarhaddona, w którym informuje on go, iż Aplaji, wróżbicie, udało się zgromadzić razem ludzi, którzy pojmali Aszur-nadin-szumi i wydali go Elamitom. Zachował się również dokument prawny, w którym Szamasz-szuma-ukin potwierdza niejakiemu Bel-szuma-iszkunowi ważność prebendy nadanej mu wcześniej przez Aszur-nadin-szumi. 